# Back to the Streets
Back to the Streets è un singolo della rapper statunitense Saweetie pubblicato il 23 ottobre 2020. Il singolo vede la partecipazione della cantautrice statunitense Jhené Aiko.

## Video musicale
Il video musicale, diretto da Daniel Russel, è stato pubblicato il 20 novembre 2020 su YouTube.

## Tracce
Testi e musiche di Diamonté Harper, Jhené Chilombo, Michał Suski, Timothy Mosley, Sirah Mitchell, Simon Plummer, Matthew Crabtree, Angel López, Gino Borri, Federico Vindver, Donny Flores e Aleicia Nicole.
1. Back to the Streets – 3:08

## Formazione
Musicisti
- Saweetie – voce
- Jhené Aiko – voce aggiuntiva

Produzione
- Michał "DrtWrk" Suski – produzione
- Timothy "Timbaland" Mosley – produzione
- Gregg Rominiecki – ingegneria alla registrazione
- Jaycen Joshua – missaggio
- Colin Leonard – mastering
- Matthew "MTK" Crabtree – co-produzione
- Federico Vindver – co-produzione
- Angel López – co-produzione
- Mike Seaberg – assistenza al missaggio
- Jacob Richards – assistenza al missaggio
- DJ Riggins – assistenza al missaggio

## Classifiche
| Classifica (2020) | Posizione massima |
| ----------------- | ----------------- |
| Stati Uniti       | 63                |